# Mreżiczko (obwód Burgas)
Mreżiczko (bułg. Мрежичко) – wieś w Bułgarii, w obwodzie Burgas, w gminie Ruen. W 2023 roku liczyła 543 mieszkańców.